# Liste der Naturschutzgebiete im Zollernalbkreis
Im Zollernalbkreis gibt es 53 Naturschutzgebiete. Für die Ausweisung von Naturschutzgebieten ist das Regierungspräsidium Tübingen zuständig. Nach der Schutzgebietsstatistik der Landesanstalt für Umwelt, Messungen und Naturschutz Baden-Württemberg (LUBW) stehen 1.722,65 Hektar der Kreisfläche unter Naturschutz, das sind 1,88 Prozent.
| Name                            | Bild | Kennung            | Einzelheiten | Position | Fläche Hektar | Datum                           |
| ------------------------------- | ---- | ------------------ | --- | -------- | ------------- | ------------------------------- |
| Untereck                        |      | 4.021 WDPA: 166003 | Balingen, Meßstetten, Albstadt Steilhänge, großflächige Buchen-Tannenwälder sowie Schluchtwälder, auf den Mergelrutschen Berg Reitgras-Gesellschaften. Erhaltung und ökologische Verbesserung der Hangwälder, Geröllhalden und Felsbildungen in der oberen Stufe des Albtraufes zwischen Tobeltalstraße und Lochenpass. Die extremen Relief-, Klima- und Bodenbedingungen führen zu einer äußerst feingliedrigen Struktur von Lebensräumen für zahlreiche gefährdete, geschützte und seltene Tier- und Pflanzenarten. | ⊙        | 89,7          | 20. Nov. 1995                   |
| Zellerhornwiese                 |      | 4.032 WDPA: 82955  | Albstadt, Stadtteil Onstmettingen Westabfall des Zeller Horns (909 m) am Westrand der Schwäbischen Alb auf Weißem Jura innerhalb des Hohenzollerngrabens; Magerwiese mit artenreicher Flora. | ⊙        | 4,4           | 14. Feb. 1950                   |
| Hohegert                        |      | 4.076 WDPA: 81908  | Bisingen Naturnaher Halbtrockenrasen und am Hangfuß liegende Streuwiese als extensives Grünland. | ⊙        | 2,3           | 11. Okt. 1979                   |
| Dobelwiesen                     |      | 4.079 WDPA: 81529  | Albstadt, Stadtteil Laufen an der Eyach Kalkflachmoor auf dem Quellhorizont des Oberen Braunen Jura mit seinen Pflanzen- und Tiergesellschaften; Schonwald (LWaldG § 32). | ⊙        | 18,6          | 24. Nov. 1980                   |
| Hochberg                        |      | 4.080 WDPA: 81891  | Albstadt, Stadtteil Tailfingen Abwechslungsreiches Vegetationsmuster von Waldbeständen und Wacholderheiden mit Wechsel von dichten und locker bestockten Teilen mit seltenen, z. T. vom Aussterben bedrohten Pflanzen- und Tierarten. | ⊙        | 17,6          | 20. Nov. 1995                   |
| Känzele                         |      | 4.081 WDPA: 82035  | Albstadt Wacholderheide mit Vegetationsmuster zwischen lichtem und dichtem Waldbestand mit einem artenreichen Orchideenvorkommen und anderen seltenen Pflanzen. | ⊙        | 3,6           | 24. Nov. 1980                   |
| Kugelwäldle                     |      | 4.082 WDPA: 164276 | Albstadt Bergkegel mit reichen und vielfältigen Vorkommen seltener Pflanzen; Schonwald (LWaldG § 32). | ⊙        | 12,9          | 24. Nov. 1980                   |
| Längenloch                      |      | 4.083 WDPA: 164360 | Albstadt, Stadtteil Onstmettingen Reizvoller, mit Buchen und Wacholdern bestandener Südhang mit zahlreichen seltenen Pflanzen, insbesondere stark gefährdeten Orchideen. | ⊙        | 5,5           | 24. Nov. 1980                   |
| Leimen                          |      | 4.084 WDPA: 82084  | Albstadt, Stadtteil Tailfingen Felsbiotop von zwei Bergkuppen mit verschwammtem Kalkgestein sowie eine Wacholderheide mit zahlreichen geschützten Pflanzen; Quellhorizonte mit interessanter Vegetation. | ⊙        | 25,3          | 24. Nov. 1980                   |
| Lauen                           |      | 4.085 WDPA: 164398 | Albstadt, Stadtteil Truchtelfingen Wacholderheide und deren Übergang zum Wald mit dem größten Vorkommen des gelben Enzians im Zollernalbkreis sowie zahlreichen anderen geschützten Pflanzen. | ⊙        | 6,1           | 24. Nov. 1980                   |
| Bei der Mühle                   |      | 4.087 WDPA: 81379  | Burladingen Feuchtgebiet mit Quellaustritten und charakteristischen Tier- und Pflanzengesellschaften. | ⊙        | 7,0           | 23. Feb. 1981                   |
| Breilried                       |      | 4.089 WDPA: 81453  | Haigerloch In einer Gipskeuperdoline entstandenes Ried mit typischen Tier- und Pflanzengesellschaften. Die Torfablagerungen haben in diesem Raum eine besondere waldgeschichtliche Bedeutung. | ⊙        | 5,8           | 26. Mai 1981                    |
| Immerland                       |      | 4.096 WDPA: 81986  | Rosenfeld Halbtrockenrasen als Lebensraum seltener und vom Aussterben bedrohter Tier- und Pflanzenarten. | ⊙        | 1,9           | 16. März 1982                   |
| Häselteiche                     |      | 4.098 WDPA: 81834  | Rosenfeld Landwirtschaftlich extensiv genutztes Grünland, zusammengesetzt aus einem Mosaik von Flachmoor, Trockenwiesen und Laubgehölzen, Lebensraum seltener und gefährdeter Tier- und Pflanzenarten | ⊙        | 28,9          | 1. Juli 1982                    |
| Kapfhalde                       |      | 4.104 WDPA: 82038  | Rangendingen, Rottenburg am Neckar, Hirrlingen (Landkreis Tübingen) Landschaftlich reizvoller rechter Prallhang der Starzel mit zahlreichen Arten seltener Pflanzen- und Tiergesellschaften. | ⊙        | 11,8          | 9. Mai 1983                     |
| Salenhofweiher                  |      | 4.107 WDPA: 82475  | Haigerloch Naturnahe Weiher mit Röhrichtgürtel, Bruchwald und Feuchtwiesen, als Lebensraum zahlreicher, z. T. vom Aussterben bedrohter, an das Wasser gebundene Tier- und Pflanzenarten. | ⊙        | 8,0           | 9. Juni 1983                    |
| Kornbühl                        |      | 4.108 WDPA: 164211 | Burladingen, Stadtteil Salmendingen Landschaftsprägende Kuppe inmitten einer ausgeräumten Feldflur, artenreiche Wacholderheiden und einmähdige Wiesen mit reichhaltiger Fauna und Flora. | ⊙        | 10,0          | 15. Juni 1983 bis 26. März 2025 |
| Hülenbuchwiesen                 |      | 4.117 WDPA: 163819 | Balingen, Meßstetten Einmähdige Holzwiesen als kulturhistorisches Relikt einer extensiven Landnutzung mit charakteristischer Flora und Fauna. | ⊙        | 44,5          | 12. März 1984                   |
| Plettenkeller                   |      | 4.120 WDPA: 165011 | Dotternhausen, Ratshausen, Schömberg Bergtrauf und Steilhang, wo in seltener Art auf engem Raum die Zusammenhänge zwischen geologischem Untergrund, geomorphologischen Vorgängen, Klima, Bodenbildung, Vegetation, Landeskultur und Landschaftsbild deutlich werden; Schonwald (LWaldG § 32). | ⊙        | 36,0          | 5. Dez. 1984                    |
| Scheibhalden                    |      | 4.123 WDPA: 165374 | Meßstetten Charakteristisches Landschaftsbild mit relativ reichem Baumbestand der Wacholder-Forchenheide und Laubholz-Wacholderheide mit typischen Weidebäumen und reicher Flora. | ⊙        | 11,6          | 28. Juni 1985                   |
| Braunhartsberg                  |      | 4.127 WDPA: 162542 | Albstadt, Stadtteil Tailfingen Extensiv genutzte Wiesen und Wacholderheideflächen mit sehr reicher Flora. | ⊙        | 3,2           | 21. Okt. 1985                   |
| Roschbach                       |      | 4.128 WDPA: 165218 | Albstadt, Stadtteil Pfeffingen Westexponierter Hangbereich mit unterschiedlichen Standortverhältnissen, unruhige Rutschhänge, Quellaustritte, Halbtrockenrasen, naturhafte Laubmischwälder, naturnaher, unbelasteter Bach; z. T. Schonwald (LWaldG § 32). | ⊙        | 109,3         | 21. Okt. 1985                   |
| Owinger Bühl                    |      | 4.131 WDPA: 164972 | Haigerloch Kirschbaum-Wacholderheide, Halbtrockenrasengesellschaft mit zahlreichen bedrohten Pflanzen- und Tierarten. | ⊙        | 21,1          | 15. Nov. 1985                   |
| Gnagen                          |      | 4.132 WDPA: 163268 | Balingen, Geislingen Feuchtgebiet mit großen Seggenbeständen, feuchte bis mäßig nasse Feuchtwiesen und Übergängen zu frischen bis trockenen Fettwiesen, Einzelbäume, Hecken und Streuobstwiese; ökologisch herausragender Brutplatz zahlreicher Vogelarten, Lebensraum einer Vielzahl von Wasser abhängigen Spinnen, Schmetterlingen, Libellen, Amphibien, Vögeln u. Kleinsäugern. | ⊙        | 7,5           | 23. Dez. 1985                   |
| Mehlbaum                        |      | 4.134 WDPA: 164595 | Albstadt Wacholderheide mit besonderem Reichtum an z. T. bedrohten und geschützten Tier- und Pflanzenarten. | ⊙        | 12,4          | 14. Juli 1986                   |
| Hessenbol                       |      | 4.135 WDPA: 163662 | Hechingen Schafweide an einem langgestreckten SO-Hang mit artenreichem Heckenbewuchs, im oberen Bereich ursprüngliche Kalkmagerwiesen; artenreiche Kleintierfauna und seltene Pflanzenarten. | ⊙        | 5,1           | 29. Okt. 1986                   |
| Riedbachtal                     |      | 4.136 WDPA: 165173 | Dormettingen Vielfältige und reich gegliederte Streuobst- und Heckenlandschaft; wertvoller Lebensraum zahlreicher vom Aussterben bedrohter Tier- und Pflanzenarten, insbesondere stark gefährdeter Vogelarten. | ⊙        | 38,6          | 3. Dez. 1986                    |
| Westerberg                      |      | 4.137 WDPA: 166271 | Nusplingen Reich strukturierte Heckenlandschaft der Albhochfläche mit Steinriegel und extensiver landwirtschaftlicher Nutzung der Magerwiesen. | ⊙        | 42,8          | 19. März 1987                   |
| Heimberg                        |      | 4.142 WDPA: 163606 | Meßstetten Typische Landschaft der Schwäbischen Alb-Hochfläche mit kleinräumiger Mosaikstruktur von Xerothermrasen und wechselfeuchten Bereichen, Hecken und ein größeres Feuchtgebiet. | ⊙        | 32,9          | 6. Nov. 1987                    |
| Schafberg-Lochenstein           |      | 4.143 WDPA: 165351 | Balingen, Hausen am Tann Durch extreme Relief-, Klima- u. Bodenbedingungen äußerst feingliedrige Struktur von Lebensräumen. Auf engem Raum werden Zusammenhänge von geologischem Untergrund, geomorphologischen Vorgängen, Klima, Bodenbildung, Vegetation, Landeskultur u. Landschaftsbild deutlich; Schonwald (LWaldG § 32). | ⊙        | 102,0         | 20. Nov. 1987                   |
| Bürgle                          |      | 4.144 WDPA: 162654 | Jungingen Das Landschaftsbild prägende, extensiv genutzte Wacholderheide. | ⊙        | 14,1          | 7. Dez. 1987                    |
| Espenloch-Hintere Halde         |      | 4.146 WDPA: 163005 | Rangendingen, Hirrlingen (Landkreis Tübingen) Halbtrockenrasen, Streuobstbestände und Feuchtgebiete, die es zu pflegen und zu verbessern gilt. | ⊙        | 22,3          | 15. Juli 1988                   |
| Stromelsberg-Hessenbühl         |      | 4.148 WDPA: 165767 | Meßstetten, Obernheim Reich strukturierte Heckenlandschaft der Albhochfläche mit Heckenzeilen, Steinriegeln, Saumgesellschaften und Magerwiesen, Nahrungs- und Brutbiotop für Greifvögel. | ⊙        | 43,6          | 21. Nov. 1988                   |
| Geifitze                        |      | 4.156 WDPA: 163215 | Albstadt Für die Schwäbische Alb seltener, vielfältig strukturierter Feuchtgebietskomplex; weitgehend naturnaher Oberlauf der Schmiecha und Nebentäler, Großseggengesellschaften, in Sukzession befindliche Weidengebüsche, Flachmoore; Brut-, Nahrungs- und Durchzugsgebiet gefährdeter Vogelarten | ⊙        | 33,0          | 10. Apr. 1989                   |
| Nähberg                         |      | 4.160 WDPA: 164750 | Burladingen Für die Landschaft der Schwäbischen Alb typische Bergkuppe, das Landschaftsbild prägende Wacholderheide und angrenzende Waldflächen. | ⊙        | 29,3          | 30. Juni 1989                   |
| Beurener Heide                  |      | 4.169 WDPA: 162400 | Hechingen Das Landschaftsbild prägende Wacholderheide, einmähdige Wiesen und Quellmoore mit einer großen Vielfalt seltener, gefährdeter Pflanzen- und Tierarten. | ⊙        | 31,6          | 13. Juli 1990                   |
| Warrenberg                      |      | 4.172 WDPA: 166173 | Haigerloch Vielfältig strukturierter Landschaftsteil im Vorland der Südwestalb mit extensiver landwirtschaftlicher Nutzung; Magerwiesen, Streuobstbestände, Feldgehölze, Einzelbäume und Waldsäume. | ⊙        | 18,3          | 14. Sep. 1990                   |
| Stettener Weinberg              |      | 4.173 WDPA: 165738 | Haigerloch Reich strukturierter Landschaftsteil im mittleren Eyachtal mit extensiver landwirtschaftlicher Nutzung; Halbtrockenrasen, Wacholderheiden, Flachmoore, Quellsümpfe, Waldsäume, Feldhecken und Einzelbäume. | ⊙        | 27,8          | 14. Sep. 1990                   |
| Lauchhalde                      |      | 4.187 WDPA: 164397 | Hechingen Vielfältig strukturierter Landschaftsteil im unteren Starzental mit extensiv genutzten Weideflächen, Magerrasen, Gebüschsukzessionen und Gehölzstreifen. | ⊙        | 18,3          | 14. März 1991                   |
| Tailfinger Ried                 |      | 4.190 WDPA: 165809 | Albstadt Für die durch trockene Standorte geprägte Schwäbische Alb seltener Feuchtgebietskomplex mit naturnahem Bachlauf der Schmiecha und Seitengräben, ungenutzte Großseggengesellschaften, extensiv genutzte Naßwiesen und Flachmoore; Brut-, Nahrungs- und Rastbiotop für gefährdete Vogelarten. | ⊙        | 9,6           | 10. Mai 1991                    |
| Oberberg-Köpfle                 |      | 4.191 WDPA: 164858 | Burladingen Für die Schwäbische Alb typischer Berghang mit Wacholderheide, angrenzende Waldflächen und Extensivwiesen. | ⊙        | 33,7          | 9. Sep. 1991                    |
| Tiefer Weg                      |      | 4.195 WDPA: 165892 | Ratshausen Vielfältig gegliederter Landschaftsteil am Unterhang des Plettenberges mit Halbtrockenrasen, Feuchtwiesen, Gebüschen, Saumgesellschaften, Wäldern und Kleingewässern. | ⊙        | 13,7          | 29. Jan. 1992                   |
| Zollerhalde                     |      | 4.228 WDPA: 166426 | Bisingen Vielfältig strukturierter Landschaftsteil am Hangfuß des Zollerberges mit extensiv land- und forstwirtschaftlich genutzten Bereichen; kulturhistorische Bedeutung; Halbtrockenrasen an südexponierten Steilhängen, Salbei-Glatthaferwiesen, Hecken, Saumgesellschaften, Streuobstbestände, Einzelbäume, Baumgruppen und Feuchtflächen. | ⊙        | 90,6          | 29. Aug. 1993                   |
| Wacholderbusch                  |      | 4.245 WDPA: 166107 | Burladingen Für die Schwäbische Alb typischer Berghang mit Wacholderheiden verschiedener Ausprägungen, Glatthaferwiesen, Kalkmagerwiesen; Magerrasenflächen mit einem Mosaik aus verschiedenen Pflanzengesellschaften der Halbtrockenrasen, des mageren Grünlandes und der Saum- und Heckengesellschaften; aufgrund der außergewöhnlich großen Vielfalt an Biotopstrukturen ist das Gebiet ein bedeutender Lebensraum für Insekten, z. B. Tag- und Nachtfalter und Heuschrecken; Nahrungs- und Brutbiotop für viele Vogelarten. | ⊙        | 33,0          | 20. Juli 1994                   |
| Eichberg                        |      | 4.255 WDPA: 162876 | Geislingen Reich strukturierte Landschaft mit unterschiedlichen Pflanzenformationen, die Lebensraum für zahlreiche Insektenarten bietet; durch extensive land- und forstwirtschaftliche Nutzung bietet das Gebiet Lebensraum für gefährdete und geschützte Pflanzen- und Tierarten. Von besonderer ökologischer Bedeutung sind: trespenreiche Halbtrockenrasen, Glatthaferwiesen trockener und feuchter Ausprägung, Streuobstbestände, Heckenbestände, Saumgesellschaften und artenreicher Waldbestand. | ⊙        | 17,8          | 3. Feb. 1995                    |
| Schwarzenbach                   |      | 4.270 WDPA: 165501 | Schömberg, Zimmern unter der Burg Vielfältig strukturierter Landschaftsteil mit extensiver land- und forstwirtschaftlicher Nutzung; anhand der miteinander vernetzten Biotopstrukturen, stellt das Gebiet einen bedeutenden Lebensraum für an Fließgewässer, extensiv genutztes Offenland und naturnahe Waldbestände gebundene Tier- und Pflanzenarten dar; es weist insbesondere seltene Muschel-, Krebs-, Fisch-, Vogel- und Säugetierarten auf. | ⊙        | 47,3          | 16. Sep. 1996                   |
| Heuberg                         |      | 4.287 WDPA: 318537 | Balingen Vielfältig strukturiertes Gebiet als Lebensraum für vom Aussterben bedrohte, gefährdete und geschützte Tier- und Pflanzenarten, sowie kulturhistorisch bedeutendes Landschaftselement. Von besonderer ökologischer Bedeutung sind hierbei: Wasserflächen mit der daran gebundenen Vegetation; Röhrichtbestände; Ufergehölze; Schieferwände; Hochstaudenfluren feuchter und trockener Ausprägung; extensiv genutzte Mähwiesen; Wiesenbrachen; Gebüsche, Feldgehölze, Baumgruppen und Einzelbäume; naturnahe Waldpartien; Streuobstbestände. Außergewöhnliche Vielfalt an kleinflächig verzahnten und vernetzten Biotopstrukturen; bedeutender Lebensraum für an Stillgewässer, extensiv genutztes Offenland, Brachestadien und naturnahe Waldbestände gebundene Tier- und Pflanzenarten. Es weist insbesondere seltene Amphibien-, Vogel-, Wildbienen- und Libellenarten auf | ⊙        | 7,5           | 16. Feb. 1998                   |
| Winterhalde                     |      | 4.293 WDPA: 82927  | Bodelshausen, Hechingen Vielfältig strukturierter Talraum mit, durch klimatische, geomorphologische und nutzungsgeschichtliche Voraussetzungen entstandenem Mosaik schutzwürdiger landschaftstypischer und kulturhistorisch bedeutsamen Biotopen als Lebens- und Rückzugsraum einer artenreichen und gefährdeten Pflanzen- und Tierwelt; Landschaftsteil von besonderer landschaftlicher Schönheit; wichtiger Bestandteil im lokalen Biotopverbund des mittleren Starzeltales; Beispiel der extensiv genutzten, bäuerlichen Kulturlandschaft des Albvorlandes | ⊙        | 54,0          | 8. Mai 1999                     |
| Galgenwiesen                    |      | 4.296 WDPA: 318421 | Nusplingen Vielfältig strukturiertes Gebiet mit Groß- und Kleinseggenrieden, naturnahen Fließgewässern, Altwässer, extensiven Mähwiesen, Röhrichtbeständen, Magerrasen, Wiesenbrachen, Staudenfluren, natürlichen und naturnahen Waldpartien, die es zu erhalten, pflegen und verbessern gilt; kulturhistorisch und ästhetisch bedeutendes Landschaftselement. | ⊙        | 27,1          | 1. Dez. 1999                    |
| Ortenberg                       |      | 4.300 WDPA: 318920 | Ratshausen Für das Traufgebiet der Hohen Schwabenalb repräsentativer Hangabschnitt mit Mergelrutschhalden, Felsbildungen, reliktischen Pflanzengesellschaften und wertvollen Waldgesellschaften; als Lebensraum für eine Vielzahl seltener, überwiegend alpigener, z. T. stark gefährdeter Pflanzenarten, sowie seltener Tierarten; mit teilweise nicht genutzten, oft nur extensiv bewirtschafteten, reich strukturierten Wäldern und reliktischen Wildgrasfluren. | ⊙        | 5,1           | 16. Jan. 2001                   |
| Irrenberg-Hundsrücken           |      | 4.303 WDPA: 82005  | Balingen, Bisingen, Albstadt Vielfältig strukturierte Gebiet als günstiger natürlicher Lebensraum für vom Aussterben bedrohte, gefährdete und geschützte Tier- und Pflanzenarten; angestrebt wird die Erhaltung, Pflege und Weiterentwicklung des kulturhistorisch und ästhetisch herausragenden Landschaftsteils; von besonderer ökologischer Bedeutung sind hierbei Kalk-Pionierrasen, Kalk-Magerrasen, extensiv genutzte Mähwiesen trockener und feuchter Ausprägung, Gebüsche trockenwarmer und feuchter Standorte einschließlich ihrer Staudensäume, Feldgehölze, Baumgruppen und Einzelbäume, naturnahe Fließgewässer, Staudenfluren, Kleinseggenriede, Großseggenriede, Röhrichtbestände, Orchideen-Buchenwälder, Schlucht-, Hangmisch- und Auwälder und Waldmeister-Buchenwälder.                                                                                            | ⊙        | 127,7         | 16. Jan. 2002                   |
| Scharlenbachtal-Hofwald         |      | 4.304 WDPA: 319057 | Burladingen Vielfältig strukturierter Talraum mit seinem durch klimatische, geomorphologische und nutzungsgeschichtliche Voraussetzungen entstandenen Mosaik schutzwürdiger, landschaftstypischer und kulturhistorisch bedeutsamer Biotope als Lebens- und Rückzugsraum einer artenreichen und schutzwürdigen Pflanzen- und Tierwelt; Landschaftsteil von außerordentlicher landschaftlicher Schönheit, wichtiger Bestandteil im lokalen Biotopverbund des oberen Starzeltales | ⊙        | 99,2          | 10. Apr. 2002                   |
| Eselmühle                       |      | 4.307 WDPA: 318378 | Straßberg, Albstadt Vielfältig strukturiertes Gebietes mit durch klimatische, geomorphologische und nutzungsgeschichtliche Voraussetzungen entstandenem Mosaik schutzwürdiger landschaftstypischer und kulturhistorisch bedeutsamer Biotope als Lebens- und Rückzugsraum für vom Aussterben bedrohte, gefährdete und geschützte Tier- und Pflanzenarten, von besonderer landschaftlicher Schönheit; wichtiger Bestandteil im lokalen Biotopverbund des Schmiecha-/Schmeientals. | ⊙        | 50,0          | 22. Okt. 2002                   |
| Kornbühl, Bühlberge und Woogtal |      | 4.321              | Burladingen, Stadtteil Salmendingen Zwei markante Härtlinge in der Albhochfläche, umgeben von einer hochwertigen Wiesenlandschaft, die von der Woog durchflossen wird. Terrassierte Hänge mit Feldhecken, artenreichem Grünland und Säumen. | ⊙        | 174,6         | 26. März 2025                   |
| Legende für Naturschutzgebiet   |      |                    | |          |               |                                 |